# Emanuel Ax
Emanuel „Manny” Ax (ur. 8 czerwca 1949 we Lwowie) – amerykański pianista i pedagog pochodzenia żydowskiego pochodzenia polskiego.

## Życiorys
Urodził się w rodzinie żydowskiej mieszkającej we Lwowie, włączonym po II wojnie światowej do Związku Radzieckiego. Rodzice Axa przeżyli pobyt w obozie koncentracyjnym.
Gry na fortepianie od 6. roku życia uczył go ojciec. Gdy miał 8 lat przeniósł się z rodzicami do Warszawy, gdzie uczył się gry w szkole przy ul. Miodowej. W 1959 rodzina wyemigrowała do Kanady, a stamtąd dwa lata później do Stanów Zjednoczonych i osiadła w Nowym Jorku. Emanuel Ax podjął naukę w Juilliard School, gdzie studiował pod kierunkiem Mieczysława Munza. Obecnie jest wykładowcą w tej uczelni.
W 1970 przyjął obywatelstwo amerykańskie. Jego żona, Yoko Nozaki, również jest pianistką.

## Repertuar
Repertuar artysty obejmuje klasykę muzyki fortepianowej – kompozycje m.in. Josepha Haydna, Wolfganga Amadeusa Mozarta, Ludwiga van Beethovena, Fryderyka Chopina i Johannesa Brahmsa, a także utwory kompozytorów współczesnych, m.in. Paula Hindemitha, Michaela Tippetta, Hansa Wernera Henzego, Josepha Schwantnera i Johna Adamsa. Uważany jest za propagatora muzyki współczesnej, gdyż w ostatnich latach poświęca dużo uwagi muzyce kompozytorów XX wieku. Wykonywał m.in. Koncert fortepianowy „Zmartwychwstanie” („Resurrection”) Krzysztofa Pendereckiego podczas premiery tego utworu z Orkiestrą Filadelfijską w maju 2002.
Oprócz występów solowych Ax koncertuje i nagrywa w duecie z wiolonczelistą Yo-Yo Ma, działał także w kwartecie z Ma oraz skrzypkami Isaackiem Sternem i Jaime Laredo (do śmierci Sterna w 2001). Kwartet był wielokrotnie wyróżniany, m.in. nagrodami Grammy. Ostatnio Ax wydaje płyty i grywa koncerty w trio fortepianowym z Yo-Yo Ma i skrzypkiem Itzhakiem Perlmanem. Od 1987 pianista związany jest kontraktem z wytwórnią Sony Classical Records.
W sezonie 2005/2006 był solistą Filharmoników Berlińskich, z którymi występował pod batutą Sir Simona Rattle'a w Berlinie i Nowym Jorku, a następnie solistą Filharmoników Nowojorskich, występując w cyklu programów kameralnych i orkiestrowych prezentujących dzieła Mozarta i Richarda Straussa.

## Występy w Polsce
Emanuel Ax kilkakrotnie przyjeżdżał do Polski, koncertując w Warszawie, Krakowie i Łodzi, m.in. w dniu 1 maja 1999 w krakowskim Kościele Mariackim  na Europejskim Koncercie Berliner Philharmoniker pod dyr. Bernarda Haitinka wykonał II Koncert fort. f  Op.21 Fryderyka Chopina. 
Kilkakrotnie wystąpił w 2010, w tym 16 lutego w Filharmonii Narodowej w Warszawie. Wraz z prezentującą się polskiej publiczności po raz pierwszy Londyńską Orkiestrą Symfoniczną pod batutą Walerija Giergijewa wykonał II Koncert fortepianowy f-moll op. 21 Fryderyka Chopina. Występ, w przeddzień 200. rocznicy urodzin kompozytora, i jednocześnie tuż przed uroczystą inauguracją Roku Chopinowskiego, zorganizował Narodowy Instytut Fryderyka Chopina.

## Nagrody i wyróżnienia
Konkursy pianistyczne:
- 1970: wyróżnienie na VIII Międzynarodowym Konkursie Pianistycznym im. Fryderyka Chopina w Warszawie
- 1972: siódma nagroda w Konkursie Królowej Elżbiety
- 1974: zwycięstwo na I Międzynarodowym Mistrzowskim Konkursie Pianistycznym im. Artura Rubinsteina w Tel Awiwie

Nagrody Grammy za najlepsze wykonania muzyki kameralnej:
- 1986: Emanuel Ax & Yo-Yo Ma – Brahms: Sonaty na wiolonczelę i fortepian e-moll i F-dur
- 1987: Emanuel Ax & Yo-Yo Ma – Beethoven: Sonata na wiolonczelę i fortepian C-dur i Wariacje
- 1992: Emanuel Ax, Jaime Laredo, Yo-Yo Ma & Izaak Stern – Brahms: Kwartety fortepianowe op. 25 i 26
- 1993: Emanuel Ax & Yo-Yo Ma – Brahms: Sonaty na wiolonczelę i fortepian
- 1996: Emanuel Ax, Yo-Yo Ma & Richard Stoltzman – Brahms/Beethoven/Mozart: Tria na klarnet, wiolonczelę i fortepian

Nagrody Grammy za najlepsze wykonania na instrument solowy (bez udziału orkiestry):
- 1995: Haydn: Sonaty fortepianowe nr 32, 47, 53, 59
- 2004: Haydn: Sonaty fortepianowe nr 29, 31, 34, 35 i 49